# Eugen Onegin (film fra 1911)
|  | For andre betydninger, se Eugen Onegin (flertydig) |
Eugen Onegin (russisk: Евгений Онегин, translit.: Jevgenij Onegin) er en russisk stumfilm fra 1911 instrueret af Vasilij Gontjarov.
Filmen er baseret på Aleksandr Pusjkins versroman af samme navn.

## Medvirkende
- Ljubov Varjagina som Tatjana
- Aleksandra Gontjarova som Olga
- Pjotr Tjardynin som Onegin
- Aleksandr Gromov som Lenskij
- Arsenij Bibikov som Gremin